# Histaminski H1 receptor
H1 receptor je histaminski receptor iz familije rodopsinu sličnih G protein spregnutih receptora. Ovaj receptor, koji aktivira biogeni amin histamin, je izražen širom tela, u glatkim mišićima, vaskularnim endotelnim ćelijama, u srcu, i u centralnom nervnom sistemu. H1 receptor je spregnut sa intracelularnim G proteinom koji aktivira signalni put fosfolipaze C i fosfatidilinozitola (PIP2). Antihistamini koji deluju na ovaj receptor se koriste kao lekovi protiv alergije. Kristalna struktura receptora je određena.

## Literatura
- Mitsuchashi M, Payan DG (1989). „Molecular and cellular analysis of histamine H1 receptors on cultured smooth muscle cells.”. J. Cell. Biochem. 40 (2): 183—92. PMID 2670975. doi:10.1002/jcb.240400207.
- SS, Braman (1987). „Histamine receptors in the lung.”. N Engl Reg Allergy Proc. 8 (2): 116—20. PMID 2886904. doi:10.2500/108854187778994446.
- Hill SJ; Ganellin CR; Timmerman H;  . (1997). „International Union of Pharmacology. XIII. Classification of histamine receptors.”. Pharmacol. Rev. 49 (3): 253—78. PMID 9311023.
- Holden CA, Chan SC, Norris S, Hanifin JM (1988). „Histamine induced elevation of cyclic AMP phosphodiesterase activity in human monocytes.”. Agents Actions. 22 (1–2): 36—42. PMID 2891264. doi:10.1007/BF01968814.
- Moguilevsky N; Varsalona F; Noyer M;  . (1994). „Stable expression of human H1-histamine-receptor cDNA in Chinese hamster ovary cells. Pharmacological characterisation of the protein, tissue distribution of messenger RNA and chromosomal localisation of the gene”. Eur. J. Biochem. 224 (2): 489—95. PMID 7925364. doi:10.1111/j.1432-1033.1994.00489.x.
- Fukui H; Fujimoto K; Mizuguchi H;  . (1994). „Molecular cloning of the human histamine H1 receptor gene”. Biochem. Biophys. Res. Commun. 201 (2): 894—901. PMID 8003029. doi:10.1006/bbrc.1994.1786.
- Le Coniat M; Traiffort E; Ruat M;  . (1994). „Chromosomal localization of the human histamine H1-receptor gene”. Hum. Genet. 94 (2): 186—8. PMID 8045566.
- De Backer MD; Gommeren W; Moereels H;  . (1994). „Genomic cloning, heterologous expression and pharmacological characterization of a human histamine H1 receptor”. Biochem. Biophys. Res. Commun. 197 (3): 1601—8. PMID 8280179. doi:10.1006/bbrc.1993.2662.
- Hishinuma S, Young JM (1996). „Characteristics of the binding of [3H]-mepyramine to intact human U373 MG astrocytoma cells: evidence for histamine-induced H1-receptor internalisation”. Br. J. Pharmacol. 116 (6): 2715—23. PMC 1909113 . PMID 8590995.
- Max SI, Chowdhury BA, Fraser CM (1996). „Sequence analysis of the 5'-untranslated region of the human H1 histamine receptor-encoding gene”. Gene. 171 (2): 309—10. PMID 8666296. doi:10.1016/0378-1119(96)00036-4.
- De Backer MD; Loonen I; Verhasselt P;  . (1998). „Structure of the human histamine H1 receptor gene”. Biochem. J. 335 (3): 663—70. PMC 1219830 . PMID 9794809.
- Horváth BV; Szalai C; Mándi Y;  . (1999). „Histamine and histamine-receptor antagonists modify gene expression and biosynthesis of interferon gamma in peripheral human blood mononuclear cells and in CD19-depleted cell subsets”. Immunol. Lett. 70 (2): 95—9. PMID 10569698. doi:10.1016/S0165-2478(99)00126-1.
- Wang KY; Arima N; Higuchi S;  . (2000). „Switch of histamine receptor expression from H2 to H1 during differentiation of monocytes into macrophages”. FEBS Lett. 473 (3): 345—8. PMID 10818238. doi:10.1016/S0014-5793(00)01560-X.
- Oda T; Morikawa N; Saito Y;  . (2001). „Molecular cloning and characterization of a novel type of histamine receptor preferentially expressed in leukocytes”. J. Biol. Chem. 275 (47): 36781—6. PMID 10973974. doi:10.1074/jbc.M006480200.
- Brew OB, Sullivan MH (2002). „Localisation of mRNAs for diamine oxidase and histamine receptors H1 and H2, at the feto-maternal interface of human pregnancy”. Inflamm. Res. 50 (9): 449—52. PMID 11603849. doi:10.1007/PL00000269.
- Gutzmer R; Langer K; Lisewski M;  . (2002). „Expression and function of histamine receptors 1 and 2 on human monocyte-derived dendritic cells”. J. Allergy Clin. Immunol. 109 (3): 524—31. PMID 11898002. doi:10.1067/mai.2002.121944.
- Idzko M; la Sala A; Ferrari D;  . (2002). „Expression and function of histamine receptors in human monocyte-derived dendritic cells”. J. Allergy Clin. Immunol. 109 (5): 839—46. PMID 11994709. doi:10.1067/mai.2002.124044.

## Spoljašnje veze
- „Histamine Receptors: H1”. IUPHAR Database of Receptors and Ion Channels. International Union of Basic and Clinical Pharmacology. Архивирано из оригинала 03. 03. 2016. г.